# Falling for U
"Falling for U" (em português: "Apaixonando por Você") é uma canção do DJ e produtor brasileiro Mister Jam com a participação nos vocais da cantora brasileira Wanessa Camargo. A canção não foi inclusa em nenhum trabalho do DJ, porém foi utilizada na lista de faixas do EP da cantora, intitulado Você não Perde por Esperar. A faixa foi lançada em 29 de junho de 2010 como single. A canção esteve na trilha sonora da novela da Rede Globo, Ti Ti Ti (2010). Em 4 de dezembro é lançado um EP com versões remixadas da faixa.

## Informações
"Falling for U" foi liberada ilegalmente na internet em 29 de junho de 2010, antes de seu real lançamento. Com isso a faixa acabou lançada oficialmente antes do previsto, em 1 de junho pela Maxpop Music em parceria com a Sony. É assinada pelo DJ Mr. Jam como artista principal, trazendo a participação nos vocais de Wanessa, sendo seu primeiro trabalho voltado ao electropop.

## Divulgação
A primeira performance da canção foi durante a Turnê Balada de Wanessa, onde Mr. Jam é o DJ principal. Logo após foi interpretada pela dupla no  programaHebe, além de passar também pelo Caldeirão do Huck. A canção foi incluída na trilha sonora da telenovela Ti Ti Ti, da Rede Globo.

## Recepção
A redação do site musical "Vírgula" da Uol disse que "Wanessa mostra aptidão na música eletrônica e parece ter se encaixado bem com a proposta da canção".
O blog "Star e Estrela" gostou da canção e disse que "Wanessa mostra seu poder no inglês e leva literalmente a pessoa ouvir mais que uma vez a canção". Já o site "FamaOsfera" disse que "A cantora assumiu de vez o seu lado Pop, e dessa vez mergulha de vez na música eletrônica".

## Faixas e formatos
| Download digital |                 |                |         |  |
| N.º              | Título          | Compositor(es) | Duração |  |
| 1.               | "Falling for U" | Fabio Almeida  | 3:23    |  |